# Mujer de Isdal
La mujer de Isdal (en noruego: Isdalskvinnen) es el nombre por el que se conoce al cuerpo no identificado de una mujer hallado en Isdalen, Bergen (Noruega), el 29 de noviembre de 1970. A pesar de que la policía calificó el caso en un principio como probable suicidio, la naturaleza de los hechos condujo a especulaciones y a una intensa investigación desde entonces. El caso de la mujer de Isdal permanece actualmente como uno de los misterios de la Guerra Fría más famosos de la historia de Noruega.

## Descubrimiento

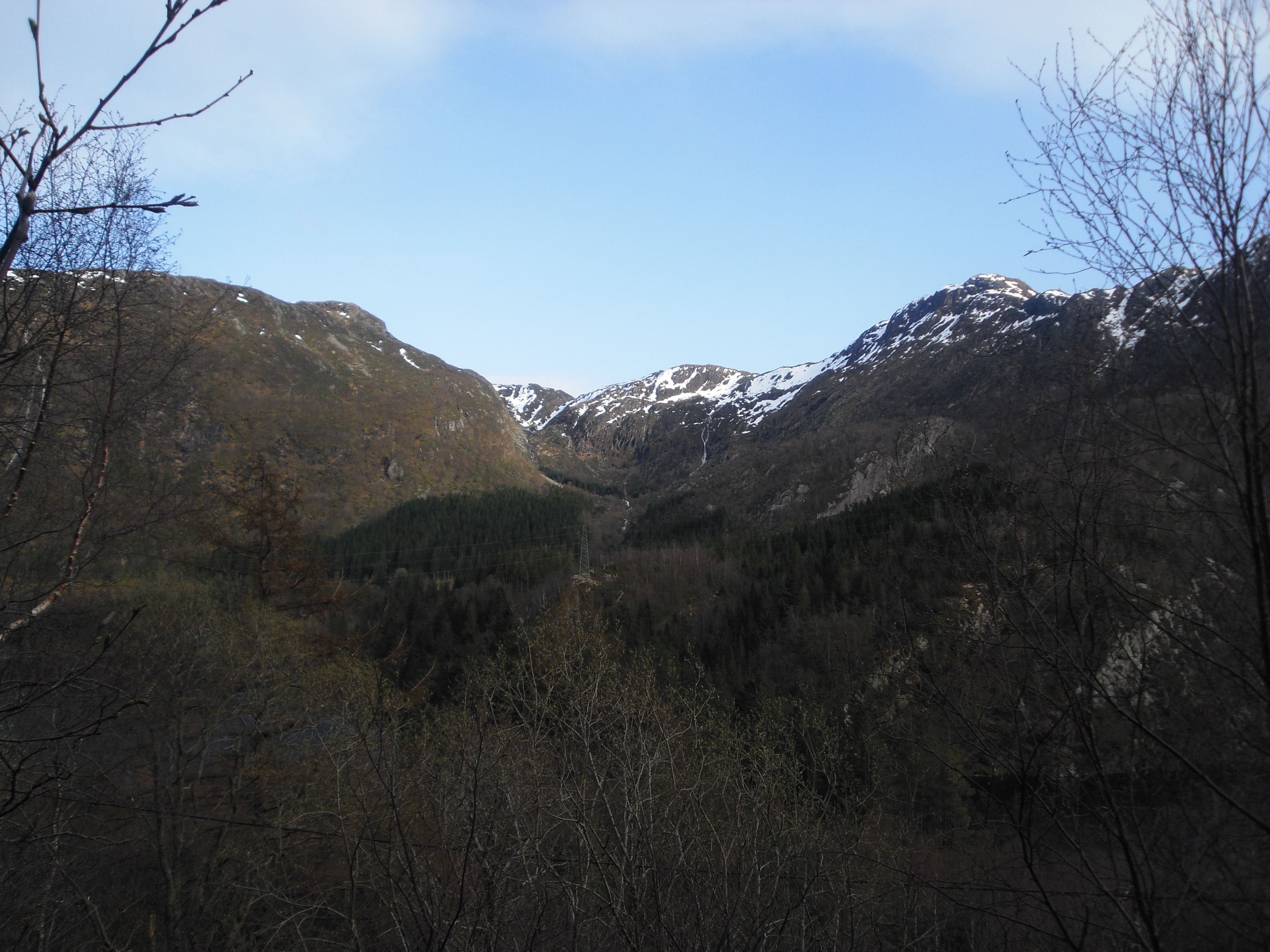
Isdalen

La tarde del 29 de noviembre de 1970, un hombre y sus dos hijas pequeñas se encontraban practicando excursionismo en las cercanías del lado norte de Ulriken, en un área conocida como Isdalen (Valle de Hielo); también se la conoce como Valle de la Muerte debido al historial de suicidios en la zona durante la Edad Media y, más recientemente, a causa de accidentes de senderismo. Tras notar un inusual olor a humo, una de las niñas encontró el cuerpo calcinado de una mujer entre varias rocas. Asustados, regresaron a la ciudad y notificaron el hallazgo a las autoridades.

## Investigación
La policía de Bergen actuó rápidamente y puso en marcha una investigación a gran escala, siendo el caso clasificado como «134/70». Durante el examen del lugar del hallazgo, la policía pudo apreciar la posición supina del cadáver, los brazos levantados y en tensión sobre el torso, las manos apretadas, y la ausencia de una hoguera en las inmediaciones, estando tanto la ropa como la parte delantera del cuerpo de la mujer prácticamente calcinados y el cadáver irreconocible. Cerca de la mujer, y afectados por el fuego, se hallaron los siguientes objetos: una botella vacía de licor San Hallvard; dos botellas de agua de plástico; una funda de plástico para pasaportes; botas de goma; un suéter de lana; una bufanda; calcetines de nailon, un paraguas; un monedero; una caja de cerillas; un reloj; una cuchara de plata con el monograma borrado; un par de pendientes y un anillo. Del mismo modo, alrededor del cuerpo se encontraron varios trozos de papel quemados y, bajo el mismo, un gorro de piel en el cual se hallaron posteriormente restos de gasolina (todas las etiquetas y marcas identificativas de estos objetos habían sido retiradas o alteradas hasta el punto de hacerlas irreconocibles).
Tres días después, los investigadores hallaron dos maletas propiedad de la mujer en la estación de tren de Bergen. En el revestimiento de una de ellas, la policía encontró 500 marcos alemanes en billetes de cien (US$137 en 1970), descubriendo, entre otros artículos: ropa, zapatos, pelucas, maquillaje, crema para eccemas, 135 coronas noruegas, monedas belgas, suizas y británicas, mapas, calendarios, una postal, un par de gafas (con lentes sin prescripción), gafas de sol (con huellas parciales coincidentes con las del cadáver), cosméticos y un bloc de notas (toda posible información identificativa en estos objetos había sido igualmente eliminada).
La autopsia, practicada en el Gades Institutt, en el Hospital Universitario Haukeland, concluyó que la víctima había muerto por una combinación de incapacitación a causa de la ingesta de fenobarbital y envenenamiento por monóxido de carbono. En sus pulmones se encontraron restos de hollín, indicativo de que la mujer se hallaba con vida cuando fue quemada, además de que su cuello presentaba lesiones, posiblemente a causa de una caída o un golpe. Así mismo, análisis de su sangre y estómago mostraban que la mujer había ingerido entre 50 y 70 píldoras de fenobarbital de la marca Fenemal, además de hallarse junto al cuerpo 12 pastillas para dormir. Durante el examen, los dientes y la mandíbula fueron retirados debido a su peculiar trabajo dental con relleno de oro, tomándose igualmente muestras de tejido de sus órganos.
La policía lanzó un llamamiento en los medios noruegos con el fin de obtener información. El último avistamiento de la mujer se produjo el 23 de noviembre, cuando abandonó la habitación 407 del Hotel Hordaheimen. Los trabajadores contaron a la policía que tenía buena apariencia y era alta, con el cabello castaño oscuro y los ojos marrones y pequeños. Sumado a lo anterior, informaron que la mujer permaneció la mayor parte del tiempo en la habitación y que parecía estar alerta en todo momento. Cuando solicitó cancelar su cuenta, pagó en metálico y pidió un taxi. Sus movimientos desde entonces y hasta el hallazgo del cuerpo resultan desconocidos.
Los investigadores fueron capaces de descifrar las anotaciones del bloc de notas, determinando que las mismas indicaban fechas y lugares que la mujer había visitado. Sobre la base de formularios de facturación escritos a mano, la policía estableció que la mujer de Isdal había viajado alrededor de Noruega (Oslo, Trondheim, Stavanger, etc.) y de Europa (París) con al menos ocho pasaportes falsos y diversos alias. Mientras que detalles tales como cumpleaños y ocupaciones cambiaban de una identidad a otra, la mujer siempre afirmaba que poseía nacionalidad belga; los formularios siempre eran cubiertos en francés o alemán.
También se descubrió que la víctima se había hospedado previamente en numerosos hoteles en Bergen, siendo conocida por cambiar de habitación tras registrarse (a menudo decía al personal del hotel que viajaba como vendedora y marchante de antigüedades). Un testigo declaró haber oído a la mujer hablando en alemán con un hombre en un hotel de Bergen, mientras que otros mencionaron que hablaba flamenco y, con dificultad, inglés, afirmando además que la mujer desprendía olor a ajo. Del mismo modo, quienes la vieron o tuvieron trato con ella comentaron que usaba pelucas. Por su parte, la postal hallada entre las pertenencias de la mujer, la cual mostraba una imagen de la Madonna, condujo a los investigadores hasta un fotógrafo italiano, el cual admitió haber llevado a la víctima a cenar pero no pudo proporcionar ningún dato sobre su identidad, declarando que la mujer le había dicho que era una marchante de antigüedades de Sudáfrica.
Varios retratos robot, basados en descripciones efectuadas por testigos así como en análisis del cadáver, fueron distribuidos por la Interpol en numerosos países. Pese al despliegue de medios llevado a cabo por la policía, la víctima nunca fue identificada y el caso fue rápidamente archivado. Aunque las autoridades concluyeron que la mujer se había suicidado ingiriendo somníferos, se cree no obstante que existen pruebas de que fue asesinada.

## Entierro

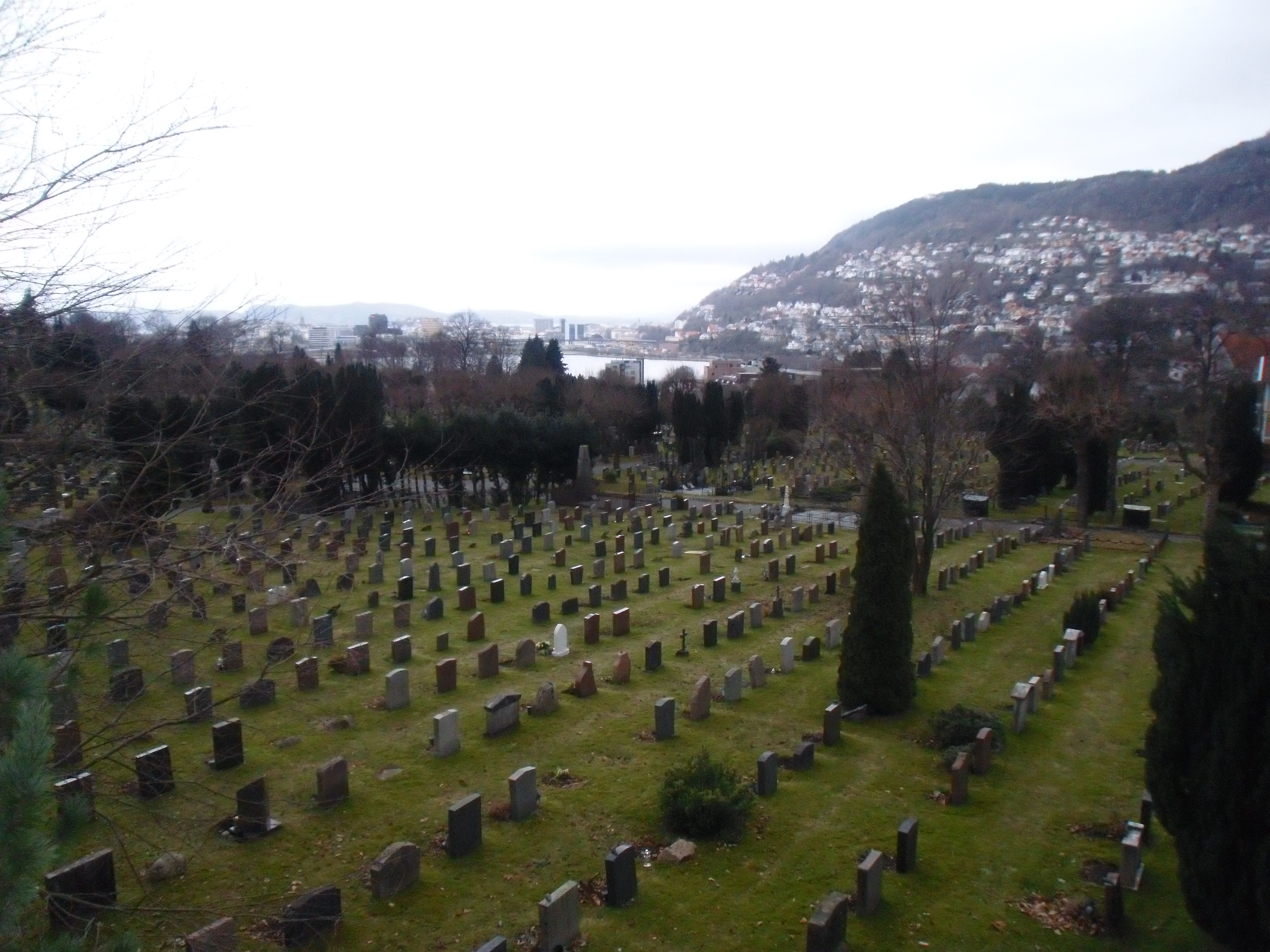
Cementerio de Møllendal

El 5 de febrero de 1971, la mujer de Isdal fue enterrada en una ceremonia católica (en base al uso frecuente por parte de la víctima de nombres de santos en los formularios de registro), en una tumba sin marcar en el cementerio de Møllendal, en Bergen. Con la asistencia de 16 miembros del cuerpo de policía de la ciudad, el cuerpo fue sepultado en un ataúd de zinc con el fin de preservar los restos a la vez que facilitar una exhumación. La ceremonia fue fotografiada en caso de que alguna vez los familiares de la víctima llegasen a presentarse.

## Teorías
Existen numerosas incógnitas en torno al caso, especialmente los motivos para las numerosas identidades de la mujer y sus inexplicables viajes. Múltiples investigaciones señalan la posibilidad de que la víctima fuese espía, mencionando la Guerra Fría como contexto (Noruega ya había experimentado varias desapariciones extrañas a finales de la década de 1960 cerca de bases militares, lo que podría estar ligado al espionaje internacional). Los documentos desclasificados de las Fuerzas Armadas del país revelaron que muchos de los movimientos de la mujer se corresponden con ensayos secretos del misil Penguin. Un pescador informó además de que reconoció a la mujer de Isdal mientras observaba movimientos militares en Stavanger. La posesión de al menos ocho pasaportes falsos (posiblemente nueve) implicaba a su vez la participación de una organización profesional, siendo probable que las actividades de contrainteligencia del Mossad en aquel entonces en Europa tengan algún tipo de relación con el caso.
También es posible que se haya desempeñado como doble agente, al servicio de distintos organismos de espionaje logrando por convenio binacional ingresar a un país, pero cuyo verdadero trabajo consiste en el espionaje para un tercer país (por ejemplo trabajar para el Mossad y como doble agente para la KGB).

## Hallazgos recientes
El taxista que llevó a la mujer de Isdal desde el hotel hasta la estación de tren de Bergen nunca fue identificado. No obstante, en 1991 un taxista que prefirió mantenerse en el anonimato declaró que tras recoger a la mujer en el hotel, un hombre se unió a ellos antes de llegar a la estación.
En 2005, Ketil Kversoy, residente de Bergen quien tenía 26 años en 1970, contó a un periódico local que tras ver el retrato robot, sospechó que la víctima podía ser una mujer a la que había visto cinco días antes del hallazgo del cadáver, mientras se encontraba de excursión en la ladera de Fløyen. Por sorpresa para Kversoy, la mujer vestía prendas de ropa más apropiadas para la ciudad que para practicar senderismo, además de caminar frente a dos hombres vestidos con abrigos y con aspecto de ejecutivos. La mujer parecía resignada y supuestamente tenía intención de decir algo a Kversoy, aunque al final permaneció en silencio:

Cuando nos cruzamos ella me miró a los ojos. Me pareció que estaba entre asustada y rendida. Los hombres estaban a unos 20 metros. Al mirarme creí que ella iba a decir algo, pero no lo hizo y entonces miró detrás suyo y miró a estos hombres que estaban a su espalda. Estoy seguro que sabía que la estaban persiguiendo. Recuerdo su cabello negro, oscuro, no muy largo. Los hombres que la seguían también tenían pelo negro. No lucían para nada como noruegos. Para mí eran del sur de Europa.

Por miedo a ser tomado por loco, el hombre no acudió inmediatamente a hablar con las autoridades, aunque eventualmente se puso en contacto con un amigo de la policía para informar del hecho, quien le dijo que el caso lo llevaba la policía de Bergen, recomendándole que olvidase lo ocurrido: «Olvídala. La han visto. El caso nunca se resolverá». Sumado a esto, Kversoy declaró que su encuentro con aquella mujer había tenido lugar un domingo por la tarde, si bien el descubrimiento del cuerpo se había producido un domingo por la mañana y el último avistamiento había sido el lunes anterior al hallazgo del cadáver.

## Reapertura del caso
El caso fue reabierto en 2016, encargando la NRK al artista americano Stephen Missal la elaboración de seis retratos alternativos de la mujer de Isdal, los cuales fueron mostrados a personas que la habían visto. En 2017, el análisis isotópico de los dientes de la mujer (tomados del maxilar, el cual no fue enterrado con ella) mostró que la víctima había nacido alrededor de 1930 en o cerca de Núremberg, antigua República de Weimar, aunque se había mudado a Francia o a la frontera franco-alemana siendo niña. Este hecho reforzó análisis tempranos de la escritura de la mujer, los cuales sugerían que había sido educada en Francia o en algún país vecino. Los exámenes también indicaron que la víctima había acudido a un dentista en Asia Oriental, Europa Central, Europa Meridional o América del Sur. Según la descripción de la policía de Noruega enviada a la Interpol y a las fuerzas policiales a lo largo del continente, África del Norte y Oriente Medio:

Aproximadamente 25-30 años de edad. Altura 164 cm, delgada con caderas anchas. Pelo castaño-negro largo, cara redonda pequeña, ojos marrones, orejas pequeñas. Los dientes mostraban muchas reparaciones, varios de los molares tenían fundas de oro, y el trabajo dental es del tipo practicado en el Lejano Oriente, Europa Central o Meridional, y América del Sur. Catorce de los dientes están parcial o completamente llenos de raíces. Hay una división marcada entre los dos dientes frontales superiores.

En 2018, la NRK y la BBC publicaron una serie podcast titulada Death in Ice Valley, la cual incluye entrevistas con testigos oculares y científicos forenses, sugiriendo además que el lugar de nacimiento de la mujer de Isdal pudo haber sido el sur de Alemania o la frontera franco-alemana y que la fecha de nacimiento podría ser 1930 con un margen de error de cuatro años (el documental también sugiere que la mujer pudo haber sido criada en la Comunidad Francesa de Bélgica). En junio de 2019, la BBC reveló que los oyentes del podcast habían proporcionado algunas pistas. Por su parte, Coleen Fitzpatrick, genetista del DNA Doe Project, contactó con el equipo de Death in Ice Valley con el fin de ofrecer su ayuda para identificar a la mujer de Isdal a través de una prueba genética de isótopos genealógicos de los tejidos extraídos durante la autopsia.